# Тимократија
Тимократија (грч. τιμή - част, слава) је облик  државе где пресудан утицај имају амбициозни и моћни ратници. То је држава ратника који су славу стекли у борбама, где су задобили поседе и на тај начин постали моћни и утицајни.  Тимократија представља прелаз из аристократије у олигархију.
По Платону то је један од облика владавине који настаје као деградација аристократије као идеалног облика владавине. Узрок овој деградацији Платон види у погрешном склапању бракова који дају поколења управљача која нису савршена. Тада долази до нестанка реда и хармоније у држави, сукоба, преотимања поседа и претварања слободних грађана у робове. У овим борбама надјачавају искусни и амбициозни ратници и њихов утицај преовладава. Највише се цене сила и богатство. Временом тимократија прелази у олигархију где новац и богатство имају пресудни утицај.